# Кормановский, Леонид Петрович
Леони́д Петро́вич Кормано́вский (7 января 1931, Семеново, Вологодской области — 8 августа 2020) — советский и российский учёный в области комплексной механизации животноводства и кормопроизводства, академик ВАСХНИЛ (1990), РАСХН и РАН.

## Биография
Родился 7 января 1931 года в деревне Семеново Нюксенского района, Вологодской области.
Окончил Ленинградский СХИ в 1957 году. Работал инженером-механиком, заведующим мастерской, главным инженером (1957—1959), директором (1959—1960) Будогощской МТС Ленинградской области.
С 1960 по 1982 год работал в партийных и сельскохозяйственных организациях Ленинградской области, Коми АССР, Москвы по руководству сельскохозяйственной наукой; первый секретарь Киришского райкома, а затем Волховского горкома партии, был делегатом XXIII съезда КПСС. В 1966 году защитил кандидатскую диссертацию «Экспериментально-теоретическое исследование рабочего процесса и обоснование основных параметров машины для скашивания тростника на корм скоту», в 1979 году — докторскую «Теоретическое и экспериментальное обоснование, разработка и внедрение поточно-конвейерного способа обслуживания коров». Начальник Главка Госкомсельхозтехники СССР, начальник подотдела Госагропрома СССР (1982—1989), заместитель председателя Всероссийского отделения ВАСХНИЛ (1989—1990).
Вице-президент Россельхозакадемии (1990—2003), профессор (1997). С 2001 года был руководителем Межотраслевого научно-технического центра по машинам и оборудованию для производства молока МНТЦ-ВИЭСХ «Техника для молока», с 2003 года — главный научный сотрудник отдела комплексной электрификации и механизации молочного животноводства, Всероссийского НИИ электрификации сельского хозяйства.
Академик РАСХН с 1990 года, академик РАН с 2013 года — Отделение сельскохозяйственных наук РАН.
Разработал поточно-конвейерную технологию содержания молочного скота, методические рекомендации по определению оптимальных комплексов машин и технологических линий для животноводческих ферм на основе вычислительной техники, доильных установок и манипуляторов доения с гофрированными пневмоцилиндрами.
Автор около 250 научных трудов, из них 18 монографий и книг. Имеет 12 патентов и 10 авторских свидетельств на изобретения.
Умер в 2020 году. Похоронен на Троекуровском кладбище.

## Основные работы
- Механизация приготовления витаминных кормов. — Л.: Знание, 1965. — 36 с. (в соавт. с М. Н. Стрелковым)
- Теория и практика поточно-конвейерного обслуживания животных. — М.: Колос, 1982. — 368 с.
- Техника для крестьянских хозяйств и семейных ферм. — М.: Нива России, 1992. — 288 с. (в соавт. с С. В. Рыжовым и И. Я. Фокиным)
- Технология и технические средства для применения жидких минеральных удобрений / РАСХН. — М.: Колос, 1995. — 127 с. (в соавт. с В. Н. Мищенко и др.)
- Обоснование системы технологий и машин для животноводства. — М., 1999 (в соавт. с Н. М. Морозовым и Л. М. Цой)
- Технологии, системы и установки для комплексной механизации и автоматизации доения коров / соавт. : И. К. Винников, О. Б. Забродина; ГНУ Всерос. н.-и. и проект.-технол. ин-т механизации и электрификации сел. хоз-ва. — Зерноград: ВНИПТИМЭСХ, 2001. — 354 с.
- Механико-технологические основы точных технологий приготовления и раздачи кормосмесей крупному рогатому скоту многофункциональными агрегатами / соавт. М. А. Тищенко; ГНУ Всерос. н.-и. и проект.-технол. ин-т механизации и электрификации сел. хоз-ва. — Зерноград: ВНИПТИМЭСХ, 2002. — 344 с.
- Технология и технические средства поточно-группового обслуживания коров / соавт. И. К. Текучев; Всерос. н.-и. и проект.- технол. ин-т механизации животноводства. — Подольск, 2003. — 101 с.
- Опыт реконструкции и технологической модернизации молочных ферм / соавт.: Ю. А. Цой и др.; ФГНУ «Росинформагротех».- М., 2010. — 190 с.
- Инновационные технологии производства молока / соавт.: И. К. Текучев, Ю. А. Иванов; ГНУ Всерос. НИИ механизации животноводства. — Подольск, 2011. — 197 с.
- Технологическое и техническое переоснащение молочных ферм / соавт.: Ю. А. Цой и др.; ФГБНУ «Росинформагротех». — М., 2014. — 266 с.
- Стратегия развития механизации и автоматизации животноводства на период до 2030 года / соавт.: Н. М. Морозов и др.; ФГБНУ ВНИИМЖ. — М.: ФГБНУ «Росинформагротех», 2015. — 149 с.

## Награды и звания
- 3 ордена Трудового Красного Знамени (1966, 1971, 1973)
- Орден «Знак Почёта» (1981)
- Медаль «За доблестный труд в ознаменовании 100-летия со дня рождения В. И. Ленина»
- Медали ВДНХ СССР
- Орден Почёта (2001)
- Заслуженный работник народного хозяйства Коми АССР (1971)